# Euselasia artos
Euselasia artos is een vlindersoort uit de familie van de prachtvlinders (Riodinidae), onderfamilie Euselasiinae.
Euselasia artos werd in 1853 beschreven door Herrich-Schäffer.